# Judith Ezekiel
Judith Ezekiel (Dayton, Ohio, 1956) es catedrática de estudios sobre el feminismo y las mujeres y de estudios afroamericanos en la Universidad Estatal Wright en Dayton, Ohio. Es también catedrática en la Universidad de Toulouse Jean-Jaurés en Francia. Se compromete en la lucha para el reconocimiento de los derechos tanto de las mujeres como de las poblaciones afroamericanas a través de grupos que denuncian el racismo, escribiendo numerosos artículos. Participó en la creación del Conseil Représentatif des Associations Noires. Su mayor obra es Feminism in the Heartland, publicada en 2002, en ella trata de estudiar la segunda ola de Feminismo a través de la historia de grupos feministas en Dayton.
También es activista política, desde la guerra contra Vietnam y los movimientos de mujeres hasta grupos sindicalistas y antirracistas. Dentro de su faceta como activista destaca como miembro fundador del Conseil Répresentatif des Associations Noires, y su trabajo en el Observatorio de la Discriminación de Toulouse y en el Proyecto Yellow Springs 365.

## Estudios
Entre 1968 y 1972, Judith Ezekiel estudió en el Living Arts Center y en 1977 obtuvo una licenciatura de ciencias sociales en el Residential College de la Universidad de Míchigan. En 1982, obtuvo un diploma de estudios americanos en la Universidad de París VIII-Vincennes Saint Denis. Obtuvo un doctorado de estudios sobre la Historia de los Estados Unidos y de las mujeres en 1987 en la Universidad de París VIII-Vincennes Saint Denis.

## Experiencia laboral
Empezó su experiencia profesional siendo una profesora adjunta de estudios sobre las mujeres en la Universidad de Míchigan. Fue también profesora asistente entre 1979 y 1989 en varias universidades francesas como la Universidad de París X-Nanterre, Instituto de Estudios Políticos, la Universidad de París III-Sorbonne Nouvelle y la Universidad CELSA de Paris IV-Sorbonne, escuela de periodismo. Enseñó clases sobre estudios americanos, historia y estudios sobre las mujeres. También fue profesora auxiliar de estudios americanos y de inglés como idioma extranjero en ese mismo período en la Universidad de París VI-Jussieu. Continuó su vida profesional siendo una profesora adjunta entre 1989 y 1993 en la Universidad de Nancy II. Fue también profesora adjunta de Historia de los Estados Unidos y de estudios americanos entre 1993 y 2000 en la Universidad de París XII-Val de Marne. Desde 2000 es profesora en la Universidad de Toulouse Jean-Jaurés. Ahora enseña clases sobre mujeres, afroamericanos, sociología, historia y ciencias políticas en la Universidad Estatal Wright.

## Publicaciones
Judith Ezekiel ha publicado, a lo largo de su trayectoria profesional, sobre los movimientos de mujeres en los Estados Unidos y Francia. Es la editora fundadora de la revista La revue d'en face y The European Journal of Women's Studies, y cofundadora de las asociaciones francesas, europeas e internacionales de estudios de la mujer y del primer grupo francés de investigación de mujeres de color, Race et Genre. Entre otros destacamos:
- Feminism in the Heartland, Columbus: Ohio State University Press, 2002.[11]
- "The Traffic in Feminism : Contemporary Women's Movements in Europe", 2002.[12]
- “French Dressing: Race, Gender and the Hijab Story.” 2006.[13]
- “Nonsexist English: A Primer for the French.”[14]
- “Left Feminism or Feminism for the Left: A Franco-American View.”[15]
- “Women’s Studies and the Quest for Cyber-Space: WISE-L, Past, Present and Future."[15]
- “Gauchistes, théologiennes et majorettes: itinéraires féministes à Dayton, Ohio.”, Crises de la Société, Féminisme et Changement.[15]

- “Black Women’s Lives Matter.”, 2015.[16]